# تجميع هرمي

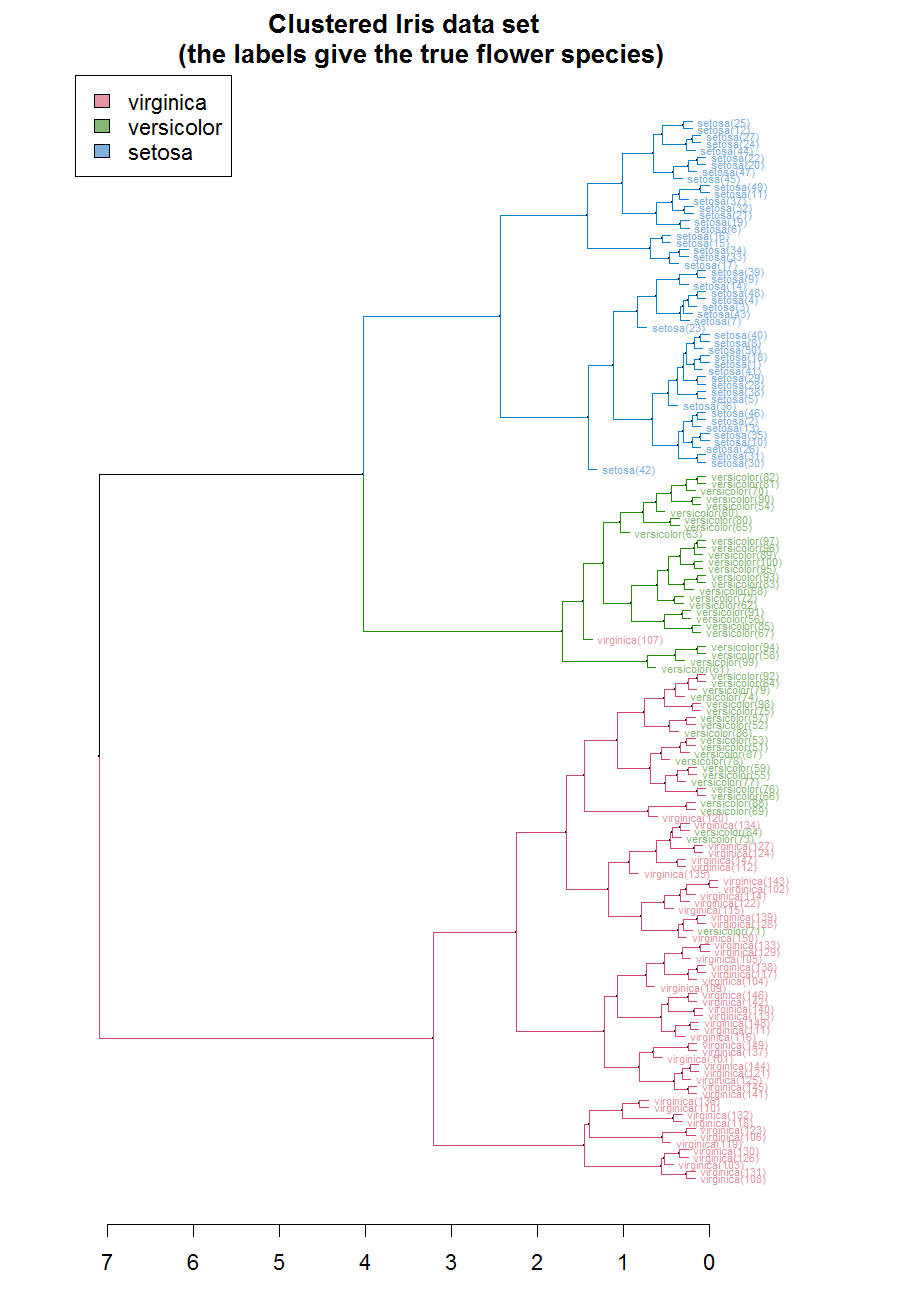

في التنقيب في البيانات والإحصاء، العنقود الهرمي أو التجميع الهرمي (بالإنجليزية: Hierarchical clustering)‏، هو طريقة لتحليل المجموعات القائمة على بناء تسلسل هرمي من العناقيد. تنقسم استراتيجيات التجميع الهرمي عادة إلى نوعين:
- المتكتل: وهو الذي يبدأ من الأسفل إلى الأعلى، حبث كل عنصر يبدأ من المجموعة الخاصة بها، ويتم دمج أزواج من العناقيد مع تحريك أحدها لأعلى في التسلسل الهرمي.
- المنقسم: وهو الذي يبدأ من أعلى لأسفل حيث تبدأ جميع العناصر من مجموعة واحدة، ويتم إجراء التقسيم بشكل متكرر وهو يتحرك لأسفل التسلسل الهرمي.